# 1738

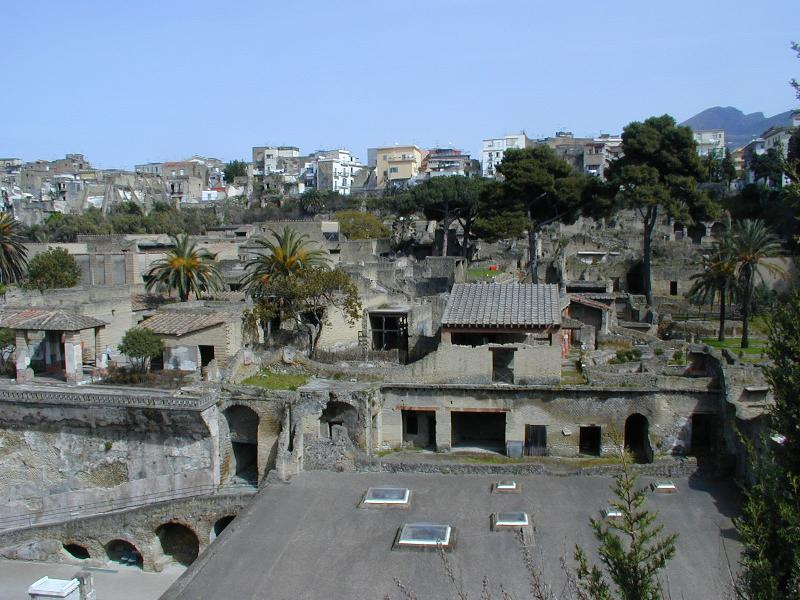
O engenheiro militar espanhol Rocque Joaquin de Alcubierre inicia as escavação sistemática das ruínas da cidade Romana de Herculano, destruída pelo Vesúvio no ano 79.

- Wikisource

| Calendário gregoriano                                                        | 1738 MDCCXXXVIII                     |
| Ab urbe condita                                                              | 2491                                 |
| Calendário arménio                                                           | 1187 – 1188                          |
| Calendário bahá'í                                                            | -106 – -105                          |
| Calendário budista                                                           | 2282                                 |
| Calendário chinês                                                            | 4434 – 4435 Início a 19 de fevereiro |
| Calendário copta                                                             | 1454 – 1455                          |
| Calendário etíope                                                            | 1730 – 1731                          |
| Calendários hindus - Vikram Samvat - Calendário nacional indiano - Cáli Iuga | 1793 – 1794 1659 – 1660 4838 – 4839  |
| Calendário Holoceno                                                          | 11738                                |
| Calendário islâmico                                                          | 1151 – 1152                          |
| Calendário judaico                                                           | 5498 – 5499                          |
| Calendário persa                                                             | 1116 – 1117                          |
| Calendário rúnico                                                            | 1988                                 |
| Calendário solar tailandês                                                   | 2281                                 |

1738 (MDCCXXXVIII, na numeração romana) foi um ano comum do século XVIII do actual Calendário Gregoriano, da Era de Cristo, e a sua letra dominical foi E (52 semanas), teve início a uma quarta-feira e terminou também a uma quarta-feira.
| Ano completo                        |
| ----------------------------------- |
| Ano comum com início à quarta-feira |

## Eventos
- 24 de Maio - Experiência do Coração Aquecido de John Wesley
- 13 de Novembro - começa a escavação da cidade Romana de Herculano, destruída pelo Vesúvio no ano 79
- Novembro - É dada ordem para a construção de um forte para protecção da costa da Fajã dos Vimes, ilha de São Jorge, embora já fosse referido num documento de 1707[1][2].
- Fundação da estância de Socorro no interior de São Paulo.

## Nascimentos
- 28 de maio – Joseph-Ignace Guillotin, médico e deputado francês, proponente do uso da guilhotina (m.1814).
- 15 de Novembro – William Herschel, astrônomo inglês de origem alemã, (m. 25 de Agosto de 1822).
- 24 de setembro – Francisco Monteiro Pereira de Azevedo, bispo de Viseu (m. 1819).

## Mortes
- 11 de Junho - Caspar Bartholin, o Jovem, anatomista dinamarquês (n. 1655).

## Por tema
- 1738 no Brasil
- 1738 na ciência